# المنهز (ريمة)

تعديل مصدري - تعديل

المنهز أو قرية المنهز هي قرية جبلية في عزلة حورة بمديرية الجبين التابعة لمحافظة ريمة اليمنية، بلغ تعداد سكانها 550 نسمة حسب إحصاء اليمن لعام 2004.

## المحلات التابعة للقرية
- المحراب
- نقبة
- الريم
- حمره
- دعبوش
- العسيلب
- الشجز
- المنظوره
- حقلة

## روابط خارجية
- الدليل الشامل